# Thomas Amlong
Thomas Kennedy "Tom" Amlong (15. juni 1935 - 26. januar 2009) var en amerikansk roer og olympisk guldvinder, bror til Joseph Amlong.
Amlong vandt, som del af den amerikanske otter, en guldmedalje ved OL 1964 i Tokyo. Hans bror Joseph, Boyce Budd, Emory Clark, Stanley Cwiklinski, Hugh Foley, Bill Knecht, William Stowe og styrmand Róbert Zimonyi udgjorde resten af bådens besætning. Amerikanerne vandt finalen overlegent foran Tyskland, der fik sølv, mens Tjekkoslovakiet tog bronzemedaljerne. Det var det eneste OL, Amlong deltog i.

## OL-medaljer
- 1964:  Guld i otter